# Hans-Thilo Schmidt
Pour les articles homonymes, voir Hans Schmidt et Schmidt.
Hans-Thilo Schmidt né le 13 mai 1888 à Berlin et mort le 19 septembre 1943 dans la même ville, dit H.E. ou Asche, alias Source D, est un fonctionnaire allemand, agent du Service de Renseignement (SR) français, connu pour avoir dévoilé les secrets d'Enigma.

## Historique
Employé au bureau du chiffre du ministère de la Reichswehr, Schmidt est un noctambule, amateur de femmes, toujours à court d'argent, surtout après la crise de 1929. En octobre 1931, il fait des offres au SR français qui sont acceptées, à condition qu'il fournisse vite  un renseignement important, afin de prouver sa bonne foi. Or Schmidt a accès à la documentation d'Enigma.
En liaison avec un officier du SR français, le capitaine Gustave Bertrand, Schmidt reçoit un nom de code, H.E. ou Asche (cendre en allemand). Son contact est un certain Rex (Rudolf Stahlmann, dit Rodolphe Lemoine). En outre, Schmidt est approché par deux officiers de la section allemande du SR français, André Perruche et Guy Schlesser, qui s'intéressent aux renseignements militaires et politiques. Le colonel Paillole, responsable du service de contre-espionnage français, sous les ordres de Schlesser, raconte, dans son ouvrage Notre espion chez Hitler, les services rendus par Schmidt qu'il évalue comme l'un de ses agents les plus audacieux.
Jusqu'en 1937, Schmidt rencontre des agents français dans diverses villes européennes. Il fournit des copies des manuels d'instruction, des procédures de mise en œuvre et des listes de clefs quotidiennes. L'ensemble est baptisé Enigma de papier. Ces secrets révélés par Schmidt, auxquels s'ajouteront les progrès des services de déchiffrement alliés (le GC & CS), permettront de déchiffrer des codes de la machine Enigma et donneront ainsi aux alliés un avantage certain lors du second conflit mondial.
En décembre 1932, Bertrand partage des renseignements relatifs à Enigma avec le Bureau polonais du chiffre (Biuro Szyfrów). Le mathématicien Marian Rejewski avait déjà mis en équations le fonctionnement des circuits des rotors. Les listes de clefs fournies par Schmidt permettent de résoudre certaines inconnues des formules de Rejewski. Pendant six ans, par intermittence, les Polonais lisent certains trafics, qu'ils n'auraient pas révélés à Bertrand et au GC & CS.
Schmidt ne se contente pas de fournir des renseignements sur Enigma. Son frère est un officier en pleine ascension dans la Wehrmacht. Grâce à ce dernier, qui ignore sa trahison, il a accès à des informations militaires confidentielles. Dès août 1932, il avertit ses contacts français du réarmement clandestin de l'Allemagne (formation de pilotes, construction d'avions, de sous-marins et de torpilles, recherches sur les armes chimiques...). En août 1933, il informe la France des intentions d'Hitler sur le corridor de Dantzig. En janvier 1934, il signale l'ouverture de camps de concentration. En janvier 1936, il avertit de l'intention d'Hitler de réoccuper la rive gauche du Rhin, ce qu'il fera six semaines plus tard. Il précise également que Hitler joue là un coup de poker et qu'il se retirera immédiatement si la France résiste militairement. La France reste sourde à ces avertissements et se contente d'une protestation diplomatique, ce qui renforce le prestige d'Hitler auprès de ses généraux.
En 1937, Schmidt quitte le bureau du chiffre. Il entre au Forschungsamt (bureau de recherches) du ministère de l'Air. Grâce à son frère, il a accès à de nouvelles informations confidentielles qu'il vend au SR français. Le 6 novembre 1937, il fait ainsi passer le compte rendu d'une réunion où Hitler a clairement exposé son calendrier d'invasion de l'Europe (Autriche et Tchécoslovaquie en 1938, Pologne en 1939, France et Benelux en 1940). Mais ces informations sont jugées peu fiables par les responsables français (Daladier, Pétain, Cot, Gamelin, Campinchi…). Pourtant, Schmidt annonce l'Anschluss 15 jours avant sa réalisation, l'invasion des Sudètes dès août 1938 (soit six semaines avant les accords de Munich), puis les plans de l'invasion de la Tchécoslovaquie. Le 10 mars 1940, il révèle que Hitler attaquera par les Ardennes en direction de Sedan lors de la bataille de France. Encore une fois, ces informations seront ignorées.
Le 27 février 1943, Stahlmann-Lemoine est arrêté par l'Abwehr et donne des informations. Hans-Thilo Schmidt est ensuite probablement torturé à mort. En septembre, sa fille Gisela est priée de venir reconnaître le cadavre, mais elle racontera plus tard que son père s'est suicidé au moyen d'un poison qu'elle lui avait fait passer en prison. Son frère, le général Rudolf Schmidt, commandant de la 2e armée blindée, est arrêté après la découverte de lettres très dures contre le Führer. Il échappe au peloton d'exécution mais il est chassé de l'armée malgré de brillants états de services.

### Documentaire
- Documentaire « Notre espion chez Hitler » de Laurent Bergers et Alain Frerejean ; langue : français ; durée : 51'30" ; production : Label Image, 2015 ; diffusé sur la chaîne TV France 5 le 27 mars 2016.